# ترانسوشن ماریاناس
ترانسوشن ماریاناس (به انگلیسی: Transocean Marianas) یک کشتی است که طول آن ۹۱٫۴۴ متر (۳۰۰٫۰ فوت) می‌باشد. این کشتی در سال ۱۹۷۹ ساخته شد.